# Eunica amelia
Espèce
Eunica amelia est une espèce de lépidoptères (papillons) de la famille des Nymphalidae et de la sous-famille des Biblidinae, tribu des Epicaliini, du genre Eunica .

## Dénomination
Eunica amelia a été décrite par le naturaliste hollandais Pieter Cramer en 1877, sous le nom initial de Papilio amelia.

### Synonymie
Papilio amelia Cramer, 1777 - protonyme

### Taxinomie
Il existe 2 sous-espèces
- Eunica amelia amelia (Cramer, 1777) [1]
- Eunica amelia erroneata (Oberthür, 1916)

Synonymie pour cette sous-espèce
Eunica amelia var. concolor (Zikán, 1937)

### Nom vernaculaire
Eunica amelia  se nomme Amelia Purplewing en anglais.

## Description
Eunica amelia présente un dessus ocre avec les ailes antérieures barrées trois taches blanches formant une bande blanche.
Le revers est de couleur bleu violet clair avec aux ailes postérieure un double gros ocelle noir dont un est pupillé proche de l'apex et un double gros ocelle noir proche de l'angle anal.

## Écologie et distribution
Eunica amelia  est présent au Brésil dans le bassin de l'Amazone, Guyane, au Pérou, au Surinam.

## Protection
Pas de statut de protection particulier.